# 生形真一
生形 真一（うぶかた しんいち、1976年9月30日 - ）は、日本のギタリスト、音楽プロデューサー。ロックバンドELLEGARDEN、Nothing's Carved In Stoneのリーダーでギターを担当。

## 経歴
13歳の頃に本格的にギターを始める。当時はバンドブームであり、中学生頃から日本のさまざまなバンドの曲を聴き、高校生からは洋楽も聞き始めた。
1998年（平成10年）、細美武士（vo, g）らと「ELLEGARDEN」を結成。
2008年（平成20年）、ELLEGARDENの活動休止をきっかけに、ベーシストの日向秀和らと「Nothing's Carved In Stone」を結成、2009年（平成21年）より活動開始。
2014年、椎名林檎のサポートギターとして「第65回NHK紅白歌合戦」に出演。
2018年、韓国のロックバンドDAY6の日本セカンド・シングル「Stop The Rain」のプロデュースを担当。同年からはELLEGARDENの活動も再開させている。
バンドだけでなく、吉井和哉、椎名林檎、吉川晃司などのアーティストのサポートギターを担当。

## 影響
ディレイを使い始めたのは、高校生の時に聴いていたU2などのUKロックがきっかけ。
10代の頃好きだったのはRADIOHEADのアルバム『THE BENDS』やALANIS MORISSETTE。

## サポート
- 吉井和哉（2011 - 2013年）
- 椎名林檎（2012年、2014年）
- 吉川晃司（2016年 - 現在）
- 渡辺香津美（2016年）

## 参加バンド
ELLEGARDEN
リード・ギターとコーラス担当であり、ELLEGARDENのリーダーである。
Nothing's Carved In Stone
ギター担当。親友である日向秀和らと結成した。

## 使用機材
・Gibson Memphis Shinichi Ubukata ES-355 Vintage Ebony VOS
・Gibson Memphis Shinichi Ubukata ES-355 Prototype#1
・Gibson Memphis ES-355 w/Bigsby Nickel Hardware 
(上記シグネチャー関連)
・Gibson Memphis ES-355 w/Bigsby (2005年製 2006年からシグネチャー完成までのメイン Black)※1
・Gibson Memphis ES-355 w/Bigsby piezo (※1と同スペック ピエゾ内蔵 Black)
・Gibson Memphis ES-355 w/Bigsby (※1と同スペック Cherry)
・Gibson Memphis w/Long Maestro Prototype(ES-355 TD-SVのreissue Cherry)
・Gibson Memphis ES-335 Dot (355使用までのメイン Black)
・Gibson ES-335 (2000年製 自身で初めて購入したギター Cherry)
・Gibson Memphis ES-335 Diamond F-Holes  Pearl White (ボディバックにDavied Eric Grohlのサイン有り)
・Gibson Memphis ES-Les Paul w/bigsby Prototype Classic White
・Gibson Custom Historic Collection 1954 Les Paul Custom Reissue
・Gibson Custom Historic Collection 1958 Les Paul Reissue
・Gibson Custom 1967 Flying V
・Gibson Custom Les Paul Special
・Gibson Custom Les Paul Junior  
・Fender Custom Shop 59 Esquire Relic 
・Fender Japan Jazz Master
・Sadowsky Metroline R-1
・Gretsch G6136-KF FSR `Kenny Falcon`
・Gibson Acoustic J-35
・Gibson Acoustic J-45 Ebony Prototype
・Gibson Acoustic Humming Bird